# Invesco
Invesco est une entreprise de gestion d'actifs située à Atlanta.
Ancien membre de l'indice FTSE 100 à la Bourse de Londres, elle est cotée sur l'indice Russell 1000 du New York Stock Exchange depuis le 3 décembre 2007 et le déménagement de son siège social aux Bermudes.
Les encours sous gestion s’élèvent à 812,9 milliards de dollars US au 31 décembre 2016 contre 775,6 milliards de dollars US l'année précédente à la même période.
Invesco opère sous différents noms comme AIM, AIM Trimark, Invesco Perpetual, Atlantic Trust, et Powershares.

Ancien logo

## Principaux actionnaires
Au 10 octobre 2021.

| Massachusetts Mutual Life Insurance Company (Investment Portfolio) | 16,4 % |
| The Vanguard Group                                                 | 9,25 % |
| Trian Fund Management                                              | 7,97 % |
| State Street Global Advisors (en) Funds Management                 | 4,43 % |
| BlackRock Fund Advisors                                            | 2,19 % |
| Lone Pine Capital (en)                                             | 2,06 % |
| Dimensional Fund Advisors                                          | 1,97 % |
| Geode Capital Management                                           | 1,53 % |
| United States Trust Corporation (en)                               | 1,30 % |
| Martin Flanagan                                                    | 1,30 % |